# Royal Galipeau
Royal Galipeau (St-Isidore, Prescott y Russell; 5 de enero de 1947-Ottawa, Ontario; 27 de enero de 2018) fue un político canadiense de la región de Ottawa. 

## Biografía
Fue el candidato vencedor del Partido Conservador de Canadá en el distrito Ottawa-Orléans, entonces de elección federal canadiense, de 2006 a 2008. Royal Galipeau se casó con Anne Pallascio, con quien tuvo tres hijos y una hija. La familia de Galipeau ha estado involucrada en la vida comunitaria y la política local desde hace cuatro generaciones.
En 1982 es electo al Consejo Municipal de Gloucester, derrotando a un concejal que buscaba la reelección. En su época en el consejo, abogó por la introducción de política de igualdad de oportunidades de contratación e intentó, sin éxito, la sustitución de término Alderman (equivalente de concejal) por un término neutro. En 1985, se presenta como candidato a la alcaldía de Gloucester, terminando tercero detrás del concejal Harry Alleny el  alcalde interino Mitch Owens.
Galipeau fue nombrado por el Ayuntamiento de la ciudad amalgamada de Ottawa en 2001 como Comisionado de la Biblioteca Pública de Ottawa, donde supervisaría la implementación de filtros de contenido en el acceso a la red desde las bibliotecas municipales para evitar, entre otros, el acceso a páginas pornográficas desde servidores públicos. En 2004, fue el único Comisionado en ser mantenido en su cargo por el Consejo Municipal. 
Asimismo, sirvió en el consejo del Distrito sanitario de la región Ottawa-Carleton, ayudando a preparar la política para la prestación de servicios sanitarios en lenguas minoritarias. En 2005, Galipeau participó en el Comité de Impacto Ambiental del corredor de metro ligero este-oeste, estudiando la implementación de un sistema de este tipo en la ciudad. Asimismo, sirvió dos mandatos como director de TVOntario. En este cargo, participó en el lanzamiento de TFO, el canal televisivo franco-ontariano.
Desde el punto de vista partidista —política federal y provincial— Galipeau comenzó siendo liberal y trabajando para los diputados Mauril Bélanger y Eugène Bellemare. Aimismo, fue el director de campaña del candidato Liberal en Carleton en la elección provincial de 1995, siendo finalmente derrotado.
Sin embargo, en mayo de 2005, decidió unirse al Partido Conservador. La circunscripción de Ottawa-Orléans se encontraba entre los objetivos del partido. En las elecciones de 2004, Walter Robinson, el líder de la Federación de Contribuyentes de Canadá, no consiguió el escaño, perdiendo contra el Liberal Marc Godbout por 2800 votos. Gallipeau ganó, por el contrario, en 2006 por un margen de menos de 2000 votos.
Desde abril de 2006 hasta noviembre de 2008 sirvió como vicepresidente del Comité Plenario, lo que le permitía ocupar la presidencia si tanto el presidente como el vicepresidente de la Cámara de los Comunes se encontraban ausentes. En mayo de 2007, Galipeau tuvo que pedir disculpas después de violar las reglas parlamentarias al acercarse a la bancada de la oposición para discutir con el diputado liberal David McGuinty luego de un acalorado debate sobre el historial de diputado conservador en lo concerniente a los derechos de los francófonos.
Después de ser reelecto en 2008, Galipeau intenta ocupar el puesto de Peter Milliken como Presidente de la Cámara, siendo derrotado. Fue reelecto en 2011, pero perdió por un margen de 2 votos a 1 en los comicios generales de 2015 contra el antiguo Teniente General Andrew Leslie del Partido Liberal.
Galipeau se caracterizó por ser un diputado provida y participó y habló en la Marcha Anual por la Vida organizada por Campaign Life Coalition en la colina del Parlamento en varias ocasiones, incluyendo las de 2011, 2013 y 2015.
Diagnosticado con un mieloma múltiple en 2015, fallece el 27 de enero de 2018.
- Datos: Q3445944
- Multimedia: Royal Galipeau / Q3445944